# Юханов, Дмитрий Петрович
Дми́трий Петро́вич Юха́нов (13 сентября 1909 года, Москва — 8 ноября 1947 года, Москва) — советский военный лётчик и военачальник, участник Гражданской войны в Испании и Великой Отечественной войны, командир 1-го гвардейского авиационного корпуса авиации дальнего действия во время Великой Отечественной войны, генерал-лейтенант авиации.

## Биография
Юханов Дмитрий Петрович родился 13 сентября 1909 года в Москве. Русский. В РККА с 1927 года, Член ВКП(б) с 1937 года.

### Образование
- Военно-теоретическая школа ВВС РККА в Ленинграде[2] (1929)
- Борисоглебская школа летчиков[2] (1930)

### До войны
После призыва в РККА в июне 1928 года обучался в Военно-теоретической школе ВВС РККА, затем в Борисоглебской школе летчиков. По окончании обучения с осени 1930 г. проходил службу на летных должностях в ВВС РККА. В 1936 г. награждён орденом «Знак Почета». В должности военного советника принимал участие в Гражданской войне в Испании в период с июня 1938 г. по май 1939 г. По окончании командировки был награждён орденом Красного Знамени (1939 год) и назначен на должность командира 51-го смешанного бомбардировочного авиационного полка.
В 1940 году полк переименован в 51-й дальнебомбардировочный авиационный полк в составе 48-й дальнебомбардировочной авиационной дивизии 2-го бомбардировочного авиационного корпус Дальней бомбардировочной авиации с базированием в Орловском военном округе (Орел, Курск, Обоянь).

### Участие в Великой Отечественной войне

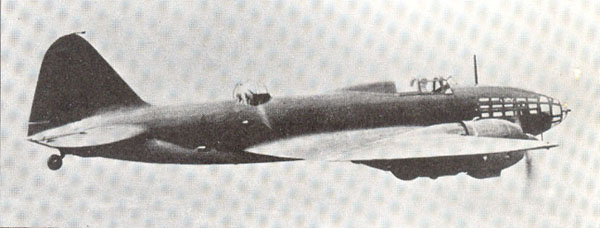
Самолет Ил-4

В начале войны полк под командованием подполковника Юханова вел боевые действия с 26 июня на самолётах ДБ-3М (Ил-4). В августе 1941 год полк вошел в состав 52-й дальнебомбардировочной авиационной дивизии Юго-Западного фронта. В марте 1942 года полк преобразован в 749-й дальнебомбардировочный авиационный полк. За период с апреля по август 1942 года полк под командованием Д. П. Юханова в районах Брянск, Конотоп, Орел, Курск, Тула, Косая гора, Венев, Днепропетровск, Николаев, Кенигсберг, Вильно, Смоленск, Ошмяны, Бобруйск, Могилев, Полтава, Минск, Кривой Рог, Павлоград совершил около 2000 боевых вылетов, из них 1200 — ночью. В результате бомбовых ударов было уничтожено 600 автомашин, около 300 танков, уничтожено 20 переправ, разрушен мост через Днепр (северо-восточнее Дорогобуж). В воздушных боях сбито 29 истребителей и уничтожено на аэродромах 53 вражеских самолёта. Лично Д. П. Юханов совершил 6 боевых вылетов, из них 3 — ночью. За мужество и умелое руководство полком Д. П. Юханов в августе 1942 года был награждён орденом Красного Знамени.
C 8 сентября 1942 г. полковник Юханов приступил к командованию 3-й авиационной дивизией ДД. За успешные боевые действия дивизия неоднократно отмечались в приказах Верховного Главнокомандующего. 25 марта 1943 года Юханову присвоено звание генерал-майора авиации, а дивизия 26 марта переименована в 1-ю гвардейскую авиационную дивизию дальнего действия. По завершении Сталинградской битвы дивизия действовала с аэродрома в Монино.
В соответствии с решением ГКО СССР генерал-майор авиации Юханов с 20 мая 1943 года назначен командиром вновь формируемого на базе 1-й гвардейской авиационной дивизией дальнего действия 1-го гвардейского авиационного корпуса дальнего действия.
Под руководством Юханова корпус участвовал в операциях:
- Орловская операция[2] — с 12 июля 1943 года по 18 августа 1943 года.
- Смоленско-Рославльская операция[2]— с 15 сентября 1943 года по 2 октября 1943 года.
- Ленинградско-Новгородская операция[2] — с 14 января 1944 года по 1 марта 1944 года.
- Воздушная операция против Финляндии — с 6 февраля 1944 года по 27 февраля 1944 года.
- Витебско-Оршанская операция[2] — с 23 июня 1944 года по 28 июня 1944 года.
- Белорусская операция «Багратион»[2] — с 23 июня 1944 года по 29 августа 1944 года.
- Минская операция[2] — с 29 июня 1944 года по 4 июля 1944 года.
- Полоцкая операция[2] — с 29 июня 1944 года по 4 июля 1944 года.
- Вильнюсская операция[2] — с 5 июля 1944 года по 20 июля 1944 года.
- Рижская операция[2] — с 14 сентября 1944 года по 22 октября 1944 года.
- Таллинская операция[2] — с 17 сентября 1944 года по 26 сентября 1944 года

и освобождении городов: Великие Луки, Орджоникидзе, Смоленск, Борисов, Минск, Полоцк, Орша, Лида, Вильнюс, Рига, Таллин.
За успешные действия в Смоленско-Рославской наступательной операции и освобождение города Смоленск 1-му гвардейскому авиационному корпусу было присвоено почетное наименование «Смоленский», а генерал-майор авиации Д. П. Юханов награждён орденом Суворова 2-й степени и 19 августа 1944 года ему было присвоено воинское звание генерал-лейтенант авиации.
С 19 декабря 1944 г. Д. П. Юханов был откомандирован в распоряжение генеральной инспекции ВВС Красной Армии.

### После войны
В конце 1945 года назначен заместителем командующего 14-й воздушной армией в Прикарпатском военном округе. В декабре 1946 г был освобожден от должности за высокую аварийность в частях. В марте 1947 г. Д. П. Юханов был зачислен слушателем авиационного факультета Высшей военной академии им. К. Е. Ворошилова. Проживал в Москве. Умер в период обучения в академии 13 сентября 1947 г. в г. Москве. Похоронен на Новодевичьем кладбище города Москвы, участок № 4.

## Награды
- орден Красного Знамени (1939 г.)
- орден Красного Знамени (08.1942 г.)
- орден Суворова 2 степени[9] (19.08.1944 г.)
- орден Красной Звезды
- Орден Знак Почета (1936 г.)
- медали